# Texas Battle
Texas Battle, właśc. Clifton Quincy Battle (ur. 9 sierpnia 1976 w Houston) – aktor filmowy i telewizyjny.

## Wybrana filmografia

### Filmy kinowe
- 2018: F.R.E.D.I. jako Brody
- 2007: Droga bez powrotu 2 (Wrong Turn 2) jako Jake
- 2006: Oszukać przeznaczenie 3 (Final Destination 3) jako Lewis Romero
- 2005: Trener (Coach Carter) jako Maddux

### Seriale TV
- 2008-: Moda na sukces (The Bold and the Beautiful) jako Marcus Forrester